# اولگ گریشکین
اولگ گریشکین (انگلیسی: Oleg Grishkin؛ زادهٔ ۱۰ فوریهٔ ۱۹۷۵ ‏(۵۰ سال)) دوچرخه‌سوار اهل روسیه است.